# Chief
| Совокупная оценка    | Совокупная оценка |
| Источник             | Оценка            |
| -------------------- | ----------------- |
| Metacritic           | 77/100            |
| Оценки критиков      |                   |
| Источник             | Оценка            |
| Allmusic             | [ 2 ]             |
| Engine 145           | [ 3 ]             |
| Slant Magazine       | [ 4 ]             |
| Under The Gun Review | 9/10              |

Chief — третий студийный альбом американского кантри-певца Эрика Чёрча, изданный 26 июля 2011 года на студии EMI Nashville. Диск впервые в карьере исполнителя возглавил американские хит-парады Billboard 200 и Top Country Albums.
В 2022 году альбом был назван одним из лучших кантри-альбомов в истории и занял 43-е место в списке The 100 Greatest Country Albums of All Time журнала «Rolling Stone». В январе 2025 года альбом включён в список лучших альбомов первой четверти XXI века (номер 121 в списке The 250 Greatest Albums of the 21st Century So Far).

## История
Chief стал 1-м в карьере певца диском, возглавлявшим основной американский хит-парад Billboard 200 и 1-м его № 1 в чарте Top Country Albums, а два сингла с него возглавили кантри-чарт.
20 июня 2012 года альбом получил платиновую сертификацию RIAA за тираж 1,000,000 копий. К июлю 2015 года тираж достиг 1,860,000 копий в США.
Альбом получил положительные отзывы музыкальной критики и интернет-изданий, например, Metacritic, Allmusic, Engine 145, Slant Magazine, Under The Gun Review.
В 2011 году альбом The Chief был номинирован на премию Грэмми в категории Лучший кантри-альбом.
Журнал Rolling Stone включил альбом в список лучших дисков 2011 года под № 19 on (Best Albums of 2011).
В 2020 году альбом был включён под № 419 в 500 величайших альбомов всех времён по версии журнала Rolling Stone.

## Список композиций
| №   | Название                         | Автор(ы)                            | Длительность |
| --- | -------------------------------- | ----------------------------------- | ------------ |
| 1.  | «Creepin'»                       | Eric Church Marv Green              | 3:52         |
| 2.  | «Drink in My Hand»               | Church Michael P. Heeney Luke Laird | 3:11         |
| 3.  | «Keep On»                        | Church Ryan Tyndell                 | 2:38         |
| 4.  | «Like Jesus Does»                | Casey Beathard Monty Criswell       | 3:18         |
| 5.  | «Hungover & Hard Up»             | Church Laird                        | 2:53         |
| 6.  | «Homeboy»                        | Church Beathard                     | 3:47         |
| 7.  | «Country Music Jesus»            | Church Jeremy Spillman              | 3:52         |
| 8.  | «Jack Daniels»                   | Church Jeff Hyde Lynn Hutton        | 5:04         |
| 9.  | «Springsteen»                    | Church Hyde Tyndell                 | 4:23         |
| 10. | «I'm Gettin' Stoned»             | Church Hyde Beathard Jeremy Crady   | 4:02         |
| 11. | «Over When It's Over»            | Church Laird                        | 2:39         |
| 12. | «Lovin' Me Anyway» (Bonus Track) | Church Green                        | 3:29         |

## Чарты

### Недельные чарты
| Чарт (2011—13)                  | Лучший результат |
| ------------------------------- | ---------------- |
| Australian Country Albums Chart | 13               |
| Canadian Albums Chart           | 7                |
| UK Country Albums Chart         | 4                |
| US Billboard 200                | 1                |
| US Billboard Top Country Albums | 1                |

### Итоговые годовые чарты
| Чарт (2011)                       | Позиция |
| --------------------------------- | ------- |
| US Billboard 200                  | 66      |
| US Top Country Albums (Billboard) | 15      |

| Чарт (2012)                       | Позиция |
| --------------------------------- | ------- |
| US Billboard 200                  | 23      |
| US Billboard Country Albums       | 7       |
| Чарт (2013)                       | Позиция |
| US Billboard 200                  | 47      |
| US Top Country Albums (Billboard) | 11      |
| Чарт (2017)                       | Позиция |
| US Top Country Albums (Billboard) | 42      |
| Чарт (2018)                       | Позиция |
| US Top Country Albums (Billboard) | 100     |
| Чарт (2019)                       | Позиция |
| US Top Country Albums (Billboard) | 89      |

### Сертификации
| Регион                                                      | Сертификация | Продажи   |
| ----------------------------------------------------------- | ------------ | --------- |
| Канада (Music Canada)                                       | Платиновый   | 80 000^   |
| США (RIAA)                                                  | Платиновый   | 1,860,000 |
| ^ Данные о тиражах приведены только на основе сертификации. |              |           |

### Синглы
| Год                                    | Сингл              | Высшая позиция | Высшая позиция     | Высшая позиция | Высшая позиция | Высшая позиция |
| Год                                    | Сингл              | US Country     | US Country Airplay | US             | CAN Country    | CAN            |
| -------------------------------------- | ------------------ | -------------- | ------------------ | -------------- | -------------- | -------------- |
| 2011                                   | «Homeboy»          | 13             | —                  | 53             | —              | —              |
| 2011                                   | «Drink in My Hand» | 1              | —                  | 40             | —              | 52             |
| 2012                                   | «Springsteen»      | 1              | —                  | 19             | —              | 28             |
| 2012                                   | «Creepin'»         | 10             | 5                  | 56             | —              | 65             |
| 2013                                   | «Like Jesus Does»  | 13             | 6                  | 59             | 5              | 56             |
| «—» прочерк означает неучастие в чарте |                    |                |                    |                |                |                |